# Rutas de América
De Rutas de América (Spaans voor Ronde van Amerika) is een meerdaagse wielerwedstrijd in Uruguay. De wedstrijd was tussen 2009 en 2012 onderdeel van de UCI America Tour en had een classificatie van 2.2. De eerste winnaar was de Uruguayaan Luis Sosa, recordwinnaars zijn Carlos Alcantara en Federico Moreira, beiden uit Uruguay, die de wedstrijd driemaal op hun naam schreven.
De wedstrijd wordt georganiseerd door de  Club Ciclista Fenix en verreden in de week van het Uruguayaanse carnaval. De Rutas de America, Spaans voor Ronde van Amerika, was oorspronkelijk een ronde door verschillende landen, maar dit kwam nauwelijks voor, waardoor de wedstrijd tegenwoordig alleen nog maar in Uruguay wordt verreden.